# Lewellen (Nebraska)
Lewellen je selo u američkoj saveznoj državi Nebraska. Prema popisu stanovništva iz 2010. u njemu je živjelo 224 stanovnika.